# Cryptanthus lacerdae
Cryptanthus lacerdae là một loài thực vật có hoa trong họ Bromeliaceae. Loài này được Antoine mô tả khoa học đầu tiên năm 1883.